# Serie di Dirichlet
In matematica, una serie di Dirichlet è una qualunque serie della forma
{\displaystyle \sum _{n=1}^{\infty }{\frac {a_{n}}{n^{s}}},}
in cui s e i coefficienti an sono numeri complessi.
La serie di Dirichlet riveste un ruolo importante in teoria analitica dei numeri. La funzione zeta di Riemann può essere scritta come serie di Dirichlet nel semipiano Re(s) > 1, così come le funzioni L di Dirichlet. Le serie di Dirichlet prendono il nome dal matematico tedesco Johann P. G. L. Dirichlet.

## Esempi
La più nota fra le serie di Dirichlet è
{\displaystyle \zeta (s)=\sum _{n=1}^{\infty }{\frac {1}{n^{s}}},}
a partire dalla quale si definisce la funzione zeta di Riemann. Un'altra è:
{\displaystyle {\frac {1}{\zeta (s)}}=\sum _{n=1}^{\infty }{\frac {\mu (n)}{n^{s}}}}
dove μ(n) è la funzione di Möbius. Questa e molte altre delle serie seguenti possono essere ricavate applicando la formula di inversione di Möbius e la convoluzione di Dirichlet alle serie note. Ad esempio, dato un carattere di Dirichlet {\displaystyle \scriptstyle \chi (n)} si ha
{\displaystyle {\frac {1}{L(\chi ,s)}}=\sum _{n=1}^{\infty }{\frac {\mu (n)\chi (n)}{n^{s}}}}
dove {\displaystyle L(\chi ,s)} è una funzione L di Dirichlet.
Altre identità includono
{\displaystyle {\frac {\zeta (s-1)}{\zeta (s)}}=\sum _{n=1}^{\infty }{\frac {\varphi (n)}{n^{s}}}}
dove φ(n) è la funzione φ di Eulero, e
{\displaystyle \zeta (s)\zeta (s-a)=\sum _{n=1}^{\infty }{\frac {\sigma _{a}(n)}{n^{s}}}}
{\displaystyle {\frac {\zeta (s)\zeta (s-a)\zeta (s-b)\zeta (s-a-b)}{\zeta (2s-a-b)}}=\sum _{n=1}^{\infty }{\frac {\sigma _{a}(n)\sigma _{b}(n)}{n^{s}}}}
dove σa(n) è la funzione divisore. Altre identità che coinvolgono la funzione divisore d=σ0 sono
{\displaystyle {\frac {\zeta ^{3}(s)}{\zeta (2s)}}=\sum _{n=1}^{\infty }{\frac {d(n^{2})}{n^{s}}}}
{\displaystyle {\frac {\zeta ^{4}(s)}{\zeta (2s)}}=\sum _{n=1}^{\infty }{\frac {d(n)^{2}}{n^{s}}}.}
Il logaritmo della funzione zeta è dato da
{\displaystyle \log \zeta (s)=\sum _{n=2}^{\infty }{\frac {\Lambda (n)}{\log(n)}}\,{\frac {1}{n^{s}}}}
per Re(s) > 1. Qui, {\displaystyle \scriptstyle \Lambda (n)} è la funzione di von Mangoldt. Quindi la derivata logaritmica è
{\displaystyle {\frac {\zeta ^{\prime }(s)}{\zeta (s)}}=-\sum _{n=1}^{\infty }{\frac {\Lambda (n)}{n^{s}}}.}
Queste ultime due sono casi particolari di una relazione più generale per le derivate della serie di Dirichlet, riportata di seguito.
Sia {\displaystyle \scriptstyle \lambda (n)} la funzione di Liouville, si ha
{\displaystyle {\frac {\zeta (2s)}{\zeta (s)}}=\sum _{n=1}^{\infty }{\frac {\lambda (n)}{n^{s}}}.}
Un ulteriore esempio coinvolge la somma di Ramanujan:
{\displaystyle {\frac {\sigma _{1-s}(m)}{\zeta (s)}}=\sum _{n=1}^{\infty }{\frac {c_{n}(m)}{n^{s}}}.}

## Proprietà di base
Ponendo {\displaystyle s=\sigma +it} con {\displaystyle \sigma ,t\in \mathbb {R} } una serie di Dirichlet si può decomporre come
{\displaystyle \sum _{n=1}^{\infty }{\frac {a_{n}}{n^{s}}}=\sum _{n=1}^{\infty }{\frac {a_{n}\cos(t\cdot \log(n))}{n^{\sigma }}}-i\sum _{n=1}^{\infty }{\frac {a_{n}\operatorname {sen} (t\cdot \log(n))}{n^{\sigma }}}.}
In particolare, se i coefficienti {\displaystyle a_{n}} sono reali, tale formula divide la serie di Dirichlet nella sua parte reale e immaginaria.

## Proprietà analitiche della serie di Dirichlet: ascissa di convergenza
Data una sequenza {an}n ∈ N di numeri complessi si consideri il valore di 
{\displaystyle f(s)=\sum _{n=1}^{\infty }{\frac {a_{n}}{n^{s}}}}
come funzione della variabile complessa s. Per far sì che ciò abbia senso, è necessario considerare le proprietà di convergenza della serie infinita di cui sopra:
Se {an}n ∈ N è una sequenza limitata di numeri complessi, allora la serie di Dirichlet corrispondente f converge assolutamente sul semipiano aperto di s tale che Re(s) > 1. In generale, se an = O(nk), la serie converge assolutamente nel semipiano Re(s) > k + 1.
Se il set di somme an + an + 1 + ... + an + k è limitato per n e k ≥ 0, allora la serie infinita di cui sopra converge nel semipiano aperto di s tanele che Re(s) > 0.
In entrambi i casi f è una funzione analitica sul rispettivo semipiano aperto.
In generale,  l'ascissa di convergenza di una serie di Dirichlet è l'intercetta sull'asse reale della linea verticale sul piano complesso, tale da avere convergenza a destra di essa, e divergenza alla sua sinistra. Questo concetto è analogo a quello di raggio di convergenza per le serie di potenze. Il caso della serie di Dirichlet è tuttavia più complicato, sebbene convergenza assoluta e convergenza uniforme possono verificarsi nei distinti semipiani.
In molti casi, la funzione analitica associata ad una serie di Dirichlet ha un'estensione analitica su un dominio più ampio.

## Derivate
Dato
{\displaystyle F(s)=\sum _{n=1}^{\infty }{\frac {f(n)}{n^{s}}}}
per una funzione completamente moltiplicativa ƒ(n), e assumendo che la serie converga per Re(s) > σ0, allora si ha che
{\displaystyle {\frac {F^{\prime }(s)}{F(s)}}=-\sum _{n=1}^{\infty }{\frac {f(n)\Lambda (n)}{n^{s}}}}
converge per Re(s) > σ0. Qui, {\displaystyle \scriptstyle \Lambda (n)} è la funzione di von Mangoldt.

## Prodotti
Si supponga
{\displaystyle F(s)=\sum _{n=1}^{\infty }f(n)n^{-s}}
e
{\displaystyle G(s)=\sum _{n=1}^{\infty }g(n)n^{-s}.}
Se sia F(s) che G(s) sono assolutamente convergenti per s > a e s > b allora si ha
{\displaystyle {\frac {1}{2T}}\int _{-T}^{T}\,dtF(a+it)G(b-it)\,dt=\sum _{n=1}^{\infty }f(n)g(n)n^{-a-b}{\text{ per }}T\sim \infty .}
Se a = b e ƒ(n) = g(n) si ha
{\displaystyle {\frac {1}{2T}}\int _{-T}^{T}dt|F(a+it)|^{2}dt=\sum _{n=1}^{\infty }[f(n)]^{2}n^{-2a}{\text{ per }}T\sim \infty .}

## Trasformate integrali
La trasformata di Mellin di una serie di Dirichlet è data dalla formula di Perron.